# Віадук Чрний Кал
Віадук Чрний Кал (словен. Viadukt Črni Kal)  є найдовшим і найвищим віадуком в Словенії. Він розташований на  автостраді A1 над долиною Осп біля села Габровиця-при-Чрнем Калу, 20 км на схід від Копер. Він названий на честь села Чрний Кал. Віадук має довжину 1065 м і встановлюється на 11 стовпцях у вигляді букви Y, досягаючи 87.5 м заввишки.
Віадук був спроектований Янезом Кожелем та Марьяном Піпенбахером, який також був його конструктором.   Будівельні роботи почалися в 2001 році, а віадук був відкритий для руху 23 вересня 2004 р.  Коли був майже закінчений у травні 2004 року, на ньому був проведений етап гонки Джиро д'Італія.